# Benet d'Aniana
Benet d'Aniana (Comtat de Magalona, Septimània, vers 750 - Kornelimünster, Renània, 11 de febrer del 821) fou monjo benedictí, abat reformador de l'orde, d'origen got. És sovint anomenat Benedictus Secundus o Segon Benet, per la seva tasca ingent, gairebé de refundació, de l'Orde de Sant Benet, mercès a la qual, l'orde va consolidar-se, va adquirir una gran importància i va començar a desenvolupar un paper fonamental en la història d'Europa.

## Orígens
Nascut cap al 750 com a Vítiza, era fill d'Agilulf, comte de Magalona, a la Septimània. De jove serví a la cort del rei Pipí d'Aquitània i a la de Carlemany. L'any 774 va servir a l'exèrcit, amb el qual va lluitar a Itàlia contra els longobards. En acabar la campanya, el mateix any, va decidir de retirar-se a fer vida religiosa i fer-se monjo.
Va ingressar al monestir benedictí de Sanctus Sequanus (actual Saint-Seine), prop de Dijon, on prengué el nom de Benet. Hi estudià la regla de l'orde i altres regles similars existents, com la de sant Columbà de Bobbio o Cesari d'Arle, arribant a la conclusió que la Regla de Sant Benet era el més adequat per a la vida monàstica en l'Europa d'aquell moment. Considerava, però, que calia retornar a l'ideal primigeni de la regla, que amb el pas del temps s'havia anat modificant i suavitzant en el seu rigor.

## Aniana
En no trobar el suport dels monjos de Saint-Seine per a la seva reforma, ni en la política religiosa de Carlemany, va marxar en 777 a Aniana (prop de Montpeller, al Llenguadoc) on va fundar el 782 un nou monestir, Sant Salvador d'Aniana (avui desaparegut), en terrenys que havia heretat de la seva família. En aquesta comunitat pogué aplicar la seva reforma de manera global, rebent el suport del rei d'Aquitània, Lluís el Pietós, que li encarregà la reforma d'altres monestirs del regne. Així, s'imposà als monjos la regla benedictina sense cap mitigació, insistint en la importància del seguiment de l'ofici diví i el treball manual, redimensionant el treball intel·lectual i l'estudi.
Va compilar, mentrestant, un recull de les regles antigues conegudes, el Codex regularum, on hi havia vint-i-set regles monàstiques, de les quals va fer també una Concordia regularum, o comentari comparat de la regla benedictina a partir de les altres regles, amb la idea de mostrar com l'obra de Sant Benet de Núrsia era una síntesi de totes elles.

## Tasca de reforma dels monestirs
Va aconseguir mantenir bones relacions amb el poder polític, mercès a l'amistat amb Lluís el Pietós que, des del 813, havia estat associat al govern de l'imperi. Lluís volia dur a terme la restauració espiritual dels monestirs del regne i va confiar en la capacitat i influència de Benet d'Aniana per aconseguir-ho. Així, va tornar-se a l'ús de la regla en la majoria de monestirs del Sud de França i la Borgonya.

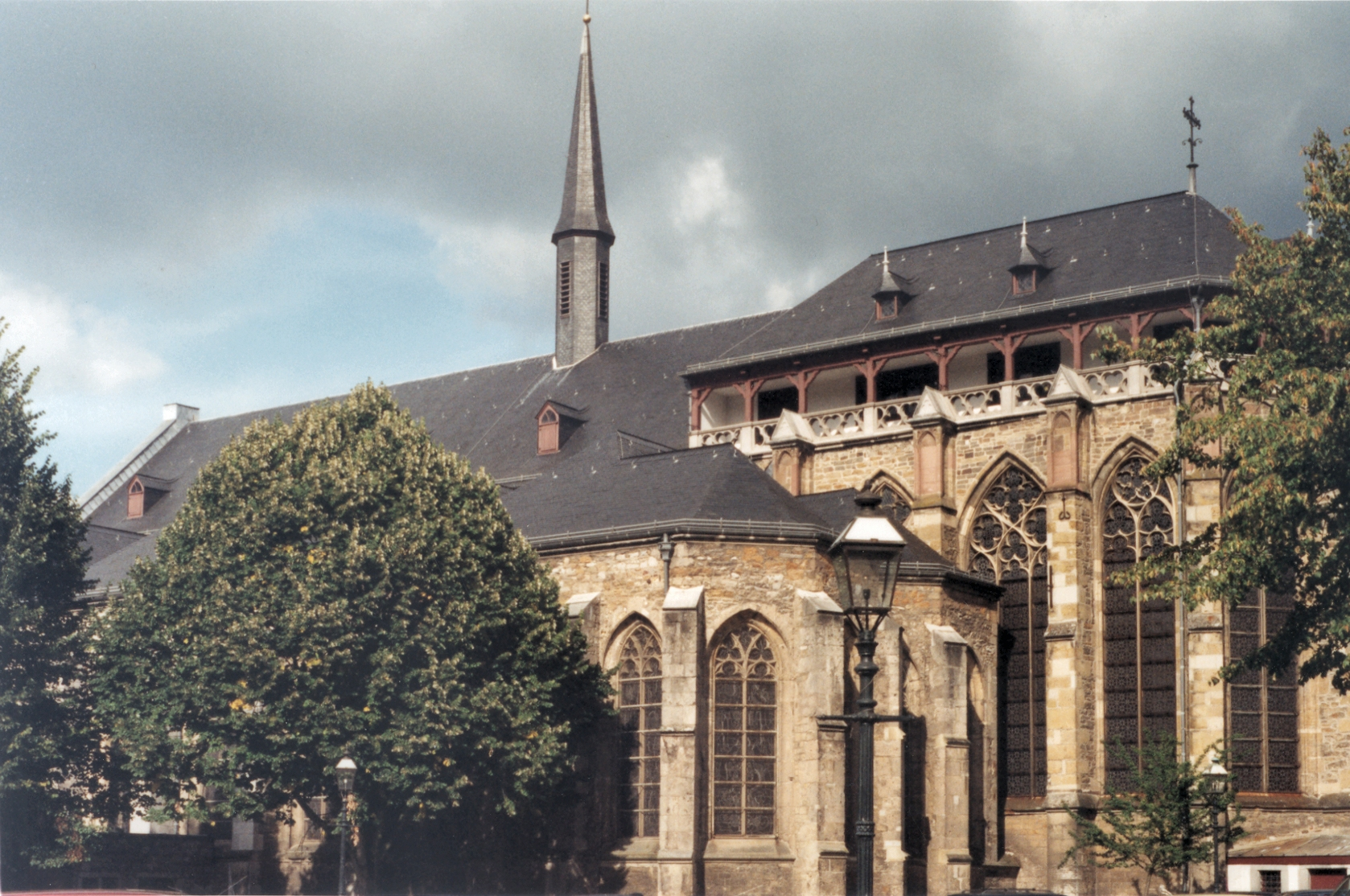
Església de l'abadia de Kornelimünster, lloc de retir, mort i enterrament de Benet d'Aniana.

Quan Lluís va ser nomenat emperador, el 814, Benet va ser nomenat abat del monestir de Maursmünster, a l'Alsàcia i va fundar el monestir d'Inden (avui Kornelimünster, prop d'Aquisgrà, la capital imperial). Des d'allí va poder col·laborar estretament amb l'emperador. La dieta d'Aquisgrà de 816 va oficialitzar la reforma per tal de restablir l'observança de la regla al clergat secular i regular. El 817, els abats convocats per donar suport a la Dieta Imperial, van promulgar, l'11 de juliol, el Capitulare Monasticum relatiu a l'organització dels monestirs; en ell s'imposava a tots els monjos de l'imperi l'observança de la Regla de Sant Benet, amb petites variants només per adaptar l'estil de vida a les condicions climatològiques de cada zona. Un segon Capitulare el 818 restituïa als monestirs la lliure elecció d'abats, que havia passat a mans dels bisbes i governants. Igualment, s'havia prescrit l'aplicació de la regla benedictina a les comunitats monàstiques femenines, substituint així altres regles prèvies i donant origen, estrictament, a les monges benedictines.
Després, Benet va compilar la Collectio capitularis un nou comentari de la regla que recollia les aportacions dels capítols tinguts. Tot plegat, el monasticisme benedictí va convertir-se en l'únic orde monàstic a Occident, a partir del qual s'anirien formant els posteriors.

## Lluita contra l'adopcionisme
A més de l'activitat reformadora, el sant va ser un teòleg reconegut, dedicat a la lluita contra l'heretgia adopcionista, molt difosa llavors al sud de França i el nord d'Espanya, que tenien els seus valedors en els bisbes Elipand de Toledo i Fèlix d'Urgell. Els concilis de Ratisbona (792), Frankfurt (794) i Aquisgrà (799) es van dedicar a aquesta qüestió, i Benet va ésser enviat a Espanya amb el bisbe de Lió i el de Narbona per combatre-hi l'heretgia.
El 814 fou cridat a la cort d'Aquisgrà pel nou emperador Lluís el Pietós i l'abadia va rebre confirmacions de privilegis i nous privilegis (abril del 814). Mentre era a Aquisgrà Benet va deixar el govern a algun dels seus deixebles, Smaragda o Ardó, però no va renunciar al títol d'abat doncs l'utilitzà el 22 de febrer del 815 quan va aconseguir la confirmació de tots els canvis de terres que havia fet l'abadia; després devia renunciar al càrrec i ja no utilitzava el títol el 21 de maig del 815 quan l'emperador va acordar a Senegild la possessió del monestir de Caseneuve, fundat abans sota invocació de la Mare de Déu pel comte Guillem I de Tolosa a la vora del riu Cèze [Cicer), al país d'Uzès, prop d'un castell anomenat Planitium
Benet fou llavors designat abat del monestir de Maursmunster a Alsàcia, on va introduir la seva reforma però per tenir-lo més proper Lluís li va fer construir un monestir prop d'Aquisgrà a uns 10 km, en un lloc anomenat Inde (després Inden) on es van establir 30 religiosos. L'emperador també va acordar la seva protecció a altres abats com Attala de la Grassa al que va confirmar privilegis i li va garantir la possessió de tres petits monestirs o priorats que en depenien: Sant Cugat de Plexus (modern Sant Cugat a la riba de l'Aude), Sant Pere de Cabrespina al Menerbe a la vora del riu Clamon i el monestir de la Plama, a la vora de l'estany del mateix nom. També va concedir a l'església de Nimes dedicada a la Verge i Sant Basili, a petició del seu bisbe Cristià, la confirmació (28 de novembre del 815) d'un diploma de Carlemany que agafava sota la seva protecció l'església i alguns petits monestirs de la diòcesi (Sant Esteve de Tornac i Sant Pere de Flavià). Un mes després Lluís va confirmar a Nebridi de Narbona (que era a Aquisgrà) els privilegis de la seva església i els del monestir de Sant Pau de Narbona. El 12 de juny del 816 va concedir un diploma en termes similars a l'església de Viviers que encara que residia a aquesta població conservava el nom d'Alba, l'antiga capital. Més tard va obtenir un diploma similar Sisemon bisbe de Lodeva i també els abats Olemon de l'Abadia de Montoliu (monestir del que depenia el priorat de Sant Martí de Lampi), Monell de Sant Hilari (del que depenien els priorats de Garelià i Sant Martí) i Teodemir de Psalmodi amb la llibertat pels monjos d'escollir el seu abat conforme a la regla de Sant Benet.
Benet passà els últims anys de vida a l'abadia d'Inden. Morí a Aquisgrà el 821 i fou sepultat a Inden, però les seves restes es dispersaren amb el temps.

## Relat de la seva mort
Benet era a Aquisgrà quan fou atacat per la febre un dijous 7 de febrer del 821; veient que era el final es va fer portar a l'hospici del monestir d'Inden situat a la mateixa ciutat d'Aquisgrà. Allí fou visitat per l'emperador i els grans senyors; després quan va manifestar que volia morir amb els seus germans, Lluís el Pietós el va fer transportar cap a Inden a uns 10 km. L'abat Helisacar (Elisagar), antic canceller de França, que era el seu íntim amic, el va acompanyar. En arribar a Inden va cridar al seu entorn tota la comunitat a la qual va exhortar a perseverar en l'amor a la virtut i la pràctica de la regla; va fer constar que feia 42 anys que era religiós i no havia menjat mai sense barrejar el pa amb les llàgrimes. Finalment va escriure una carta als religiosos dels dotze monestirs que el reconeixien com el seu primer superior i els va exhortar igualment a perseverar en la vida austera i pietosa; també va escriure a l'emperador, a l'abat i monjos d'Aniana, i a Nebridi de Narbona. Després es va posar a resar i va morir l'11 de febrer del 821 als 68 anys.
Ardó Esmaragde, deixeble seu i autor de la seva vida, assegura que en morir, Estabilis, bisbe de Magalona, va tenir la revelació de la seva mort tot i estar a 800 km (el que permet afirmar que Argemir de Magalona ja havia mort). Els monjos d'Inden van vetllar Benet i als tres dies van posar-ne el cos en una caixa de pedra que l'emperador li havia fet preparar, i van fer els funerals. Un relació de les seves virtuts, escrita pels monjos, fou enviada a tots els monestirs de França.